# Schloss Bühl

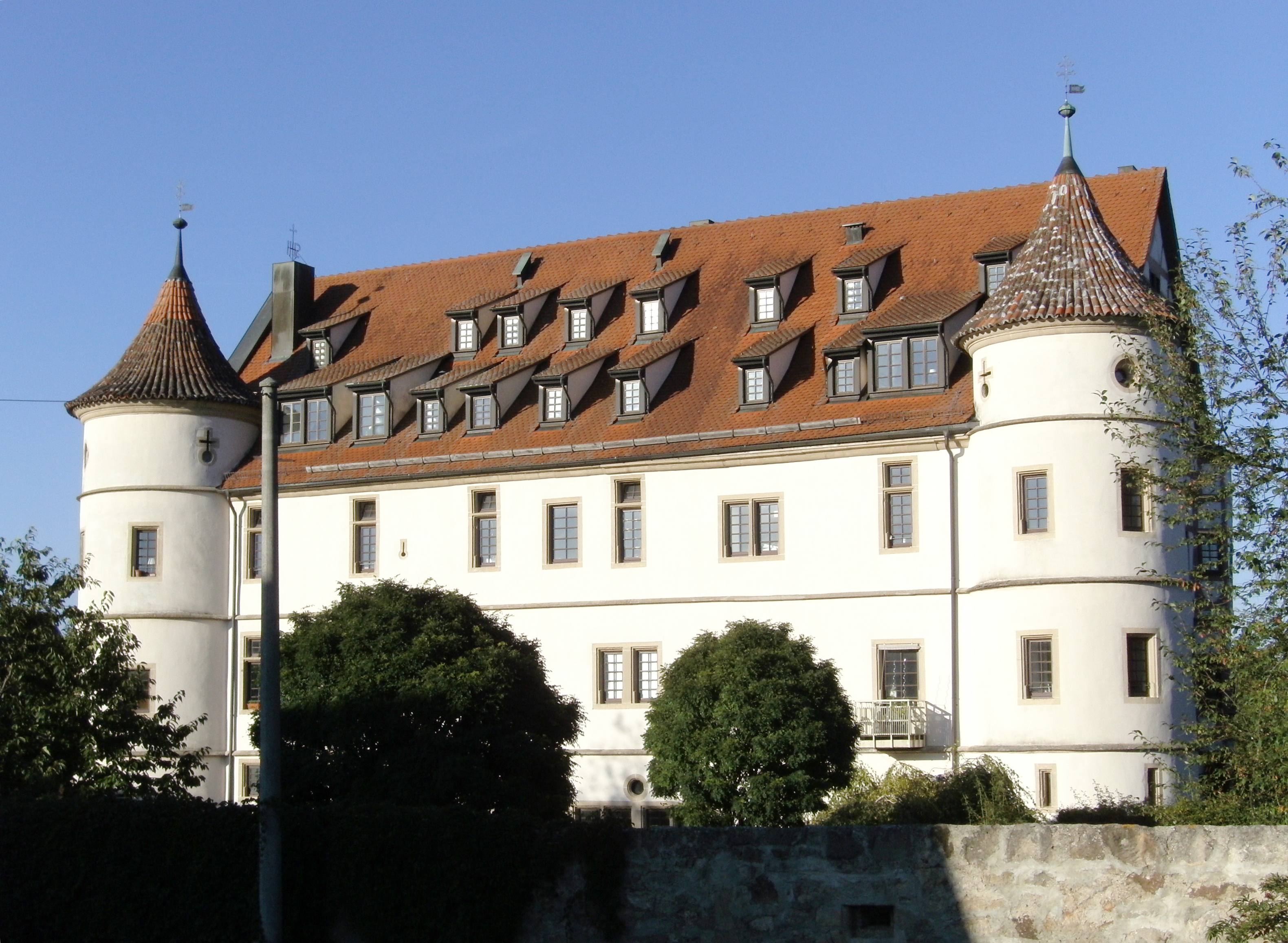
Schloss Bühl

Schloss Bühl im Tübinger Stadtteil Bühl ist ein Renaissancebau von 1554.
Das Schloss wurde von David vom Stain am westlichen Ortsrand von Bühl errichtet. 1628 verkaufte sein Sohn, Leopold Carl vom Stain, seinen Besitz in Bühl samt Schloss an Österreich. Kaiser Leopold I. überließ es gegen ein Darlehen von 10.000 Gulden dem Jesuitenkolleg in Rottenburg. Der Orden richtete im Schloss eine Brauerei ein, die bis 1924 betrieben wurde. Nach der Auflösung des Jesuitenordens 1773 wurde das Schloss auch als Gasthaus genutzt, wechselte aber oft den Besitzer. 1807 wurde für das Schloss zur Brauerei eine „dingliche Tanzgerechtigkeit“ eingetragen, die heute noch besteht. Nach 1924 nahmen ein Sägewerk und ein Betrieb für Kaminbau ihre Produktion in dem Anwesen auf. Es wurde 1980 von Tübinger Rechtsanwälten ersteigert, die es sanierten und Eigentumswohnungen darin einrichteten.
Das Schloss besteht auch heute noch aus einem dreigeschossigen Steinhaus mit hohem Satteldach. Die südliche Schmalseite besteht aus Fachwerk. Auf der Feldseite geben zwei Rundtürme, die aber nicht über das Dach des Haupthauses hinausragen, dem Schloss einen wehrhaften Charakter. Die Vertikale wird durch einen durchgehenden schmalen Steinfries zwischen den Stockwerken betont. Bereits im 16. Jahrhundert galt die Wendeltreppe im achteckigen Treppenhausturm als besonders bemerkenswert. An der Südwestecke befindet sich ein Fachwerkerker. Ein bemerkenswertes Detail sind die steinernen Löwenmasken an der nördlichen Stirnwand. Sie befanden sich wohl ursprünglich an einem Torhaus. Sie sind das Vorbild für die Holzmasken der Bühler Narrenzunft.
In Umrissen ist auch noch der Wirtschaftshof an der Nord- und Ostseite des Schlosses mit langgestreckten Scheunen und Ställen erkennbar. Insgesamt ergibt sich so eine auch heute noch recht stattliche Anlage, die in vielem mit dem nahen Schloss in Hirrlingen vergleichbar ist.